# Luka Jović
Pour les articles homonymes, voir Jović (homonymie).
Luka Jović (serbe : Лука Јовић), né le 23 décembre 1997 à Loznica en Serbie, est un footballeur international serbe, qui évolue au poste d'attaquant à l'AEK Athènes.

## Biographie

### Débuts à l'Étoile rouge
Né à Loznica en Serbie, il grandit dans le village de Batar près de Bijeljina en Bosnie-Herzégovine, d'où sont originaires ses parents. Les premières années de sa formation sont à Belgrade, à l'Étoile rouge de Belgrade, mais la famille de Jović vit dans un petit village au sud de la capitale de Serbie. La famille n'a pas les moyens de lui payer son voyage pour suivre son entraînement. Son père prenait son break pour conduire son fils à Belgrade et ils dormaient tous les deux dans la voiture entre les séances d'entraînement. Sur le terrain, il ne fait aucun doute que le garçon a des capacités et cela dès ses huit ans. Il est d'ailleurs surnommé le rapace par ses entraîneurs pour ses capacités de harcèlement au moment où l'adversaire ne l'attend pas.
Le 28 mai 2014, à l'âge de 16 ans, cinq mois et cinq jours, Jović fait ses débuts professionnels lors de la rencontre de l'Étoile rouge contre le FK Vojvodina à Novi Sad, où il bat le record du plus jeune buteur de l'histoire du club établi par un certain Dejan Stanković. Il marque un but à deux minutes de la fin après être rentré comme remplaçant, et le score final de 3-3 est suffisant pour donner à l'Étoile rouge le titre de champion 2013-2014.
Le 9 avril 2015, il inscrit son premier doublé au sein du championnat de Serbie, contre le club du Borac Cacak (victoire 3-1).

### Passage délicat au Benfica
Arrivé au Benfica Lisbonne à l'hiver 2016 contre près de sept millions d'euros, il ne s'y impose pas et est en manque de temps de jeu. En l'espace de deux saisons, Jović ne joue que quatre matchs mais remporte deux championnats du Portugal d'affilée, en 2016 et 2017.

### Révélation à Francfort
Il est donc prêté pendant deux saisons à l'Eintracht Francfort à partir de la saison 2017-2018.
En avril 2018, il met un but du talon acrobatique contre Schalke 04 en demi-finale de coupe d'Allemagne, qualifiant Francfort pour la finale. Le mois suivant, le club s'impose sur le score de 3-1 en finale contre le Bayern Munich, grand favori, à la surprise générale.
Le 19 octobre 2018, il marque un quintuplé lors de la huitième journée de Bundesliga face à Dusseldorf. Il est le plus jeune joueur de l'histoire de la Bundesliga à réaliser cet exploit et le premier joueur de l'Eintracht Francfort.

### Real Madrid
Le 4 juin 2019, il signe un contrat au Real Madrid d'une durée de six ans pour un montant compris entre 60 et 70 millions d'euros selon la version du Real ou Francfort.
Jović fait ses débuts en Liga le 17 août 2019, remplaçant Karim Benzema à la 81e minute de jeu face au Celta Vigo (1re journée, victoire 1-3). Il reçoit sa première titularisation le 1er septembre à l'occasion d'un nul 2-2 face au Villarreal CF. Le 30 octobre, Jović ouvre son compteur en Liga en inscrivant un but de la tête clôturant un succès 5-0 contre le CD Leganés. Ce but sera le seul inscrit par Jović sur la première partie de saison.
Malgré ses titularisations en Supercoupe d'Espagne au mois janvier 2020, du fait de l'absence de Karim Benzema, il ne trouve pas le chemin des filets mais distribue une passe décisive à Luka Modrić lors de la victoire 1-3 face au Valence CF, le 8 janvier 2020. Le 18 janvier 2020, il est titularisé pour la réception du Séville FC et donne une passe décisive pour Casemiro (20e journée, victoire 2-1). Le 29 janvier 2020, il effectue un non-match contre le Real Saragosse dans le cadre du 8e de finale de la Coupe du Roi. Le 9 février 2020, lors du déplacement du Real Madrid, sur la pelouse du CA Osasuna, il marque dans le temps additionnel en reprenant du pied gauche un centre de Federico Valverde.
En mars, alors que l'Espagne respecte un confinement en raison de la pandémie de Covid-19, il quitte le lieu de sa quarantaine pour aller fêter l'anniversaire de sa compagne en Serbie. L'état serbe engage alors des poursuites judiciaires pour non-respect de la quarantaine en vigueur à son arrivée sur le sol serbe.
Le 8 mai 2020, son club annonce qu'il souffre d'une fracture du pied droit, occasionnée lors d'un entraînement à son domicile. Il retrouve les terrains le 7 juillet lors d'un déplacement à Bilbao, remplaçant Karim Benzema en toute fin de rencontre (34e journée, victoire 0-1).

### Retour à Francfort
Le 14 janvier 2021, le Real Madrid le prête au club qui lui a fait connaître une renommée européenne, l'Eintracht Francfort, jusqu'à la fin de la saison. Il s'y distingue rapidement, entrant en jeu à la 62e minute de jeu et inscrivant un doublé dès le 17 janvier face à Schalke 04 (16e journée, victoire 3-1). Il marque à nouveau le 23 janvier suivant face au DSC Arminia Bielefeld, participant à la victoire de son équipe (1-5).

### ACF Fiorentina
Le 8 juillet 2022, Jovic quitte le Real Madrid et signe à l'ACF Fiorentina dans un transfert gratuit.
Le 12 juillet 2022, il fait ses débuts lors d'un match amical contre le Real Vicenza, et inscrit un quadruplé (victoire 7-0).
Il marque son premier but en Serie A lors de sa première rencontre officielle avec la Fiorentina, le 14 août 2022, lors du premier match de la saison 2022-2023 remporté par trois buts à deux face à l'US Cremonese.

### AC Milan
Le 1er septembre 2023, l'AC Milan officialise l'arrivée de Jović pour une saison au sein du club rossonero.
Jović marque son premier but pour le Milan le 2 décembre 2023, face au Frosinone Calcio, en championnat. Titulaire, il ouvre le score et participe à la victoire de son équipe par trois buts à un.

### En équipe nationale
Avec les moins de 19 ans, il participe au championnat d'Europe des moins de 19 ans 2014 organisé en Hongrie. Lors de la compétition, il inscrit un but contre l'Allemagne. La Serbie atteint les demi-finales de la compétition, en étant battue aux tirs au but par le Portugal.
Le 8 octobre 2015, il inscrit un triplé lors d'un match des éliminatoires du championnat d'Europe des moins de 19 ans 2016, contre l'Estonie (victoire 5-0).
En juin 2018, Jović est convoqué pour disputer la Coupe du monde 2018 avec la Serbie alors qu'il n'a jamais été appelé en sélection. Le 4 juin 2018, il honore sa première sélection en équipe de Serbie face au Chili, en remplaçant Aleksandar Mitrović. Confiné au rôle de remplaçant durant la Coupe du monde, il ne dispute qu'une minute du dernier match de phase de poule contre le Brésil qui met fin au parcours de la Serbie,.
Malgré de belles performances avec Francfort au début de la saison 2018-2019, Jović n'est pas convoqué en septembre et octobre 2018. Il retrouve la sélection au mois de novembre et dispute son premier match de Ligue des nations face au Monténégro. Le 20 mars 2019, Jović marque son premier but international contre l'Allemagne en amical (1-1).
Le 11 novembre 2022, il est sélectionné par Dragan Stojković pour participer à la Coupe du monde 2022.
Il est retenu dans la liste des 26 joueurs serbes du sélectionneur Dragan Stojković pour participer à l'Euro 2024. Le 20 juin 2024, lors du deuxième match de poule face à la Slovénie il inscrit son premier but dans un tournoi majeur en marquant dans le temps additionnel. Ce but permettra à la Serbie d'arracher le match nul 1-1. 

## Statistiques

### Statistiques détaillées
| Saison                | Club                       | Championnat           | Championnat | Championnat | Championnat | Coupe nationale | Coupe nationale | Coupe nationale | Coupe de la Ligue | Coupe de la Ligue | Coupe de la Ligue | Supercoupe | Supercoupe | Supercoupe | Compétition(s) continentale(s) | Compétition(s) continentale(s) | Compétition(s) continentale(s) | Compétition(s) continentale(s) | Serbie | Serbie | Serbie | Total | Total | Total |
| Saison                | Club                       | Division              | M.          | B.          | P.d.        | M.              | B.              | P.d.            | M.                | B.                | P.d.              | M.         | B.         | P.d.       | Comp.                          | M.                             | B.                             | P.d.                           | M.     | B.     | P.d.   | M.    | B.    | P.d.  |
| 2013-2014             | Étoile rouge de Belgrade   | SuperLiga             | 1           | 1           | 0           | -               | -               | -               | -                 | -                 | -                 | -          | -          | -          | -                              | -                              | -                              | -                              | -      | -      | -      | 1     | 1     | 0     |
| 2014-2015             | Étoile rouge de Belgrade   | SuperLiga             | 22          | 6           | 1           | 2               | 0               | 0               | -                 | -                 | -                 | -          | -          | -          | -                              | -                              | -                              | -                              | -      | -      | -      | 24    | 6     | 1     |
| 2015-2016             | Étoile rouge de Belgrade   | SuperLiga             | 19          | 5           | 2           | 2               | 1               | 0               | -                 | -                 | -                 | -          | -          | -          | C3                             | 2                              | 0                              | 0                              | -      | -      | -      | 23    | 6     | 2     |
| Sous-total            | Sous-total                 | Sous-total            | 42          | 12          | 3           | 4               | 1               | 0               | -                 | -                 | -                 | -          | -          | -          | -                              | 2                              | 0                              | 0                              | -      | -      | -      | 48    | 13    | 3     |
| 2015-2016             | Benfica Lisbonne           | Liga NOS              | 1           | 0           | 0           | -               | -               | -               | -                 | -                 | -                 | -          | -          | -          | C1                             | 1                              | 0                              | 0                              | -      | -      | -      | 2     | 0     | 0     |
| 2016-2017             | Benfica Lisbonne           | Liga NOS              | 1           | 0           | 0           | -               | -               | -               | 1                 | 0                 | 0                 | -          | -          | -          | C1                             | -                              | -                              | -                              | -      | -      | -      | 2     | 0     | 0     |
| Sous-total            | Sous-total                 | Sous-total            | 2           | 0           | 0           | -               | -               | -               | 1                 | 0                 | 0                 | -          | -          | -          | -                              | 1                              | 0                              | 0                              | -      | -      | -      | 4     | 0     | 0     |
| 2017-2018             | Eintracht Francfort (prêt) | Bundesliga            | 22          | 8           | 1           | 5               | 1               | 1               | -                 | -                 | -                 | -          | -          | -          | -                              | -                              | -                              | -                              | 2      | 0      | 0      | 29    | 9     | 2     |
| 2018-2019             | Eintracht Francfort (prêt) | Bundesliga            | 32          | 17          | 5           | 1               | 0               | 0               | -                 | -                 | -                 | 1          | 0          | 0          | C3                             | 14                             | 10                             | 1                              | 4      | 2      | 0      | 52    | 29    | 6     |
| Sous-total            | Sous-total                 | Sous-total            | 54          | 25          | 6           | 6               | 1               | 1               | -                 | -                 | -                 | 1          | 0          | 0          | -                              | 14                             | 10                             | 1                              | 6      | 2      | 0      | 81    | 38    | 8     |
| 2019-2020             | Real Madrid                | Liga                  | 17          | 2           | 1           | 3               | 0               | 0               | -                 | -                 | -                 | 2          | 0          | 1          | C1                             | 5                              | 0                              | 0                              | 1      | 0      | 0      | 28    | 2     | 2     |
| 2020-2021             | Real Madrid                | Liga                  | 4           | 0           | 0           | -               | -               | -               | -                 | -                 | -                 | -          | -          | -          | C1                             | 1                              | 0                              | 0                              | 4      | 3      | 1      | 9     | 3     | 1     |
| 2021-2022             | Real Madrid                | Liga                  | 15          | 1           | 3           | 1               | 0               | 0               | -                 | -                 | -                 | -          | -          | -          | C1                             | 3                              | 0                              | 0                              | 12     | 4      | 0      | 31    | 5     | 3     |
| Sous-total            | Sous-total                 | Sous-total            | 36          | 3           | 4           | 4               | 0               | 0               | -                 | -                 | -                 | 2          | 0          | 1          | -                              | 9                              | 0                              | 0                              | 17     | 7      | 1      | 68    | 10    | 6     |
| 2020-2021             | Eintracht Francfort (prêt) | Bundesliga            | 18          | 4           | 0           | -               | -               | -               | -                 | -                 | -                 | -          | -          | -          | -                              | -                              | -                              | -                              | 3      | 0      | 0      | 21    | 4     | 0     |
| 2022-2023             | ACF Fiorentina             | Serie A               | 29          | 6           | 3           | 3               | 1               | 0               | -                 | -                 | -                 | -          | -          | -          | C4                             | 15                             | 6                              | 1                              | 4      | 1      | 0      | 51    | 14    | 4     |
| 2023-2024             | AC Milan                   | Serie A               | 23          | 6           | 1           | 2               | 2               | 0               | -                 | -                 | -                 | -          | -          | -          | C1+C3                          | 2+3                            | 0+1                            | 0+0                            | 8      | 1      | 0      | 38    | 10    | 1     |
| 2024-2025             | AC Milan                   | Serie A               | 14          | 2           | 0           | 2               | 2               | 0               | -                 | -                 | -                 | -          | -          | -          | C1                             | -                              | -                              | -                              | 7      | 0      | 1      | 23    | 4     | 1     |
| Sous-total            | Sous-total                 | Sous-total            | 37          | 8           | 1           | 4               | 4               | 0               | -                 | -                 | -                 | -          | -          | -          | -                              | 5                              | 1                              | 0                              | 15     | 1      | 1      | 61    | 14    | 2     |
| Total sur la carrière | Total sur la carrière      | Total sur la carrière | 216         | 58          | 17          | 21              | 7               | 1               | 1                 | 0                 | 0                 | 3          | 0          | 1          | -                              | 45                             | 17                             | 2                              | 49     | 11     | 2      | 335   | 93    | 23    |

### En sélection nationale
| Saison                | Sélection             | Phases finales                        | Phases finales | Phases finales | Phases finales | Éliminatoires | Éliminatoires | Éliminatoires | Matchs amicaux | Matchs amicaux | Matchs amicaux | Total | Total | Total |
| Saison                | Sélection             | Compétition                           | M              | B              | Pd             | M             | B             | Pd            | M              | B              | Pd             | M     | B     | Pd    |
| --------------------- | --------------------- | ------------------------------------- | -------------- | -------------- | -------------- | ------------- | ------------- | ------------- | -------------- | -------------- | -------------- | ----- | ----- | ----- |
| 2017-2018             | Serbie                | Coupe du monde 2018                   | 1              | 0              | 0              | -             | -             | -             | 1              | 0              | 0              | 2     | 0     | 0     |
| 2018-2019             | Serbie                | Ligue des nations                     | 1              | 0              | 0              | 2             | 1             | 0             | 1              | 1              | 0              | 4     | 2     | 0     |
| 2019-2020             | Serbie                | -                                     | -              | -              | -              | 1             | 0             | 0             | -              | -              | -              | 1     | 0     | 0     |
| 2020-2021             | Serbie                | Ligue des nations                     | 3              | 2              | 1              | 4             | 1             | 0             | -              | -              | -              | 7     | 3     | 1     |
| 2021-2022             | Serbie                | Ligue des nations                     | 4              | 2              | 0              | 4             | 0             | 0             | 4              | 2              | 0              | 12    | 4     | 0     |
| 2022-2023             | Serbie                | Ligue des nations+Coupe du monde 2022 | 2+1            | 0+0            | 0+0            | -             | -             | -             | 1              | 1              | 0              | 4     | 1     | 0     |
| 2023-2024             | Serbie                | -                                     | 2              | 1              | 0              | 5             | 0             | 0             | -              | -              | -              | 7     | 1     | 0     |
| Total sur la carrière | Total sur la carrière | Total sur la carrière                 | 14             | 5              | 1              | 16            | 2             | 0             | 7              | 4              | 0              | 37    | 11    | 1     |

### Buts internationaux
| Buts en sélection de Luka Jović | Buts en sélection de Luka Jović | Buts en sélection de Luka Jović | Buts en sélection de Luka Jović            | Buts en sélection de Luka Jović | Buts en sélection de Luka Jović | Buts en sélection de Luka Jović | Buts en sélection de Luka Jović |
| 0                               | Date                            | Sel.                            | Lieu                                       | Adversaire                      | Score                           | Résultat                        | Compétition                     |
| ------------------------------- | ------------------------------- | ------------------------------- | ------------------------------------------ | ------------------------------- | ------------------------------- | ------------------------------- | ------------------------------- |
| 1                               | 20 mars 2019                    | 4                               | Volkswagen-Arena, Wolfsburg, Allemagne     | Allemagne                       | 0-1                             | 1 - 1                           | Match amical                    |
| 2                               | 10 juin 2019                    | 6                               | Stade de l'Étoile rouge, Belgrade, Serbie  | Lituanie                        | 3-0                             | 4 - 1                           | Éliminatoires Euro 2020         |
| 3                               | 12 novembre 2020                | 9                               | Stade de l'Étoile rouge, Belgrade, Serbie  | Écosse                          | 1-1                             | 1 - 1 (4-5 t.a.b)               | Finale Barrage Euro 2020        |
| 4                               | 18 novembre 2020                | 11                              | Stade de l'Étoile rouge, Belgrade, Serbie  | Russie                          | 2-0                             | 5 - 0                           | Ligue des Nations 2020-2021     |
| 5                               | 18 novembre 2020                | 11                              | Stade de l'Étoile rouge, Belgrade, Serbie  | Russie                          | 4-0                             | 5 - 0                           | Ligue des Nations 2020-2021     |
| 6                               | 1er septembre 2021              | 15                              | Nagyerdei Stadion, Debrecen, Hongrie       | Qatar                           | 0-2                             | 0 - 4                           | Match amical                    |
| 7                               | 11 novembre 2021                | 19                              | Stade de l'Étoile rouge, Belgrade, Serbie  | Qatar                           | 2-0                             | 4 - 0                           | Match amical                    |
| 8                               | 5 juin 2022                     | 24                              | Stade de l'Étoile rouge, Belgrade, Serbie  | Slovénie                        | 3-0                             | 4 - 1                           | Ligue des Nations 2022-2023     |
| 9                               | 9 juin 2022                     | 25                              | Friends Arena, Solna, Suède                | Suède                           | 0-1                             | 0 - 1                           | Ligue des Nations 2022-2023     |
| 10                              | 18 novembre 2022                | 29                              | Stade Al Muharraq (en), Arad (en), Bahrain | Bahreïn                         | 1-5                             | 1 - 5                           | Match amical                    |
| 11                              | 20 juin 2024                    | 37                              | Allianz Arena, Munich, Allemagne           | Slovénie                        | 1-1                             | 1 - 1                           | Euro 2024                       |

## Palmarès

### En club
Étoile rouge de Belgrade :
- Championnat de Serbie
  - Champion : 2014, 2016

 Benfica :
- Championnat du Portugal
  - Champion : 2016, 2017

 Eintracht Francfort :
- Coupe d'Allemagne
  - Vainqueur : 2018
- Supercoupe d'Allemagne
  - Finaliste : 2018

 Real Madrid :
- Championnat d'Espagne
  - Champion : 2020, 2022
- Supercoupe d'Espagne
  - Vainqueur : 2020, 2022
- Ligue des champions
  - Vainqueur : 2022

 Fiorentina :
- Coupe d'Italie
  - Finaliste : 2023
- Ligue Europa Conférence
  - Finaliste : 2023